# Дніпровські зорі (готель)
Готе́ль «Дніпро́вські зо́рі» — тризірковий готель у Кременчуці, розташований в центрі міста.

## Історія
У 1962 році було прийнято рішення про спорудження 5-поверхового 3-зіркового готелю на 400 місць. Через брак коштів будівництво тривало кілька років.
Готель відкрито в 1966 році .
14 червня 1975 року у готелі зупинявся Володимир Висоцький, який прибув у Кременчук на запрошення Кременчуцького міському Компартії України. Однак, заплановані виступи артиста були відмінені за вказівкою Маланчука.
25-27 квітня 2018 у ресторані готелю проходив VI міжнародний джазовий фестиваль «ENERGY» ім Дмитра Тьомкіна, чотирикратного лауреата премії Оскар.

## Розташування
Готель розташований неподалік від залізничного вокзалу та міжміського автовокзалу за адресою: вул. Халаменюка, 8.

## Опис
- Кількість поверхів: 5.

У готелі функціонують :
- ресторан;
- бенкетна зала;
- тренажерна зала;
- сауна;
- басейн;
- косметичний салон.

Зали готелю є традиційним місцем проведення концертів джазових виконавців та колективів.